# Ornithocythere rhea
Ornithocythere rhea är en kräftdjursart som beskrevs av Hobbs III 1970. Ornithocythere rhea ingår i släktet Ornithocythere och familjen Entocytheridae. Inga underarter finns listade i Catalogue of Life.